# 网脉铁角蕨
网脉铁角蕨（学名：Asplenium finlaysonianum），为铁角蕨科铁角蕨属下的一个植物种。